# Eurycentrum
Eurycentrum – rodzaj roślin z rodziny storczykowatych (Orchidaceae). Obejmuje 4 gatunki występujące na wyspach Oceanii: Archipelag Bismarcka, Nowa Gwinea, Wyspy Salomona, Vanuatu.

## Systematyka
Rodzaj sklasyfikowany do podplemienia Goodyerinae w plemieniu Cranichideae, podrodzina storczykowe (Orchidoideae), rodzina storczykowate (Orchidaceae), rząd szparagowce (Asparagales) w obrębie roślin jednoliściennych.
Wykaz gatunków
- Eurycentrum fragrans Schltr.
- Eurycentrum monticola Schltr.
- Eurycentrum obscurum (Blume) Schltr.
- Eurycentrum salomonense Schltr.